# Apertura mental

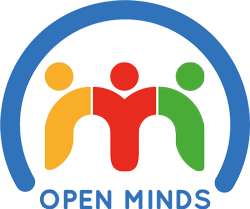
Logotipo de una asociación para favorecer la apertura mental. Utiliza deliberadamente líneas abiertas y una representación simbólica de 3 personas de diversas razas.

La apertura mental, ser de mente abierta, ser de mentalidad abierta o ser abierto de mente es ser receptivo a nuevas ideas. La apertura mental de una persona se relaciona con su manera de considerar las opiniones, conocimientos y comportamientos de otros individuos. Jason Baehr define a una persona de mente abierta como una que «característicamente se mueve más allá de sus creencias íntimas, o temporalmente las deja a un lado, para considerar imparcialmente algo que se les opone». Jack Kwong define la apertura mental como la «disposición para tomar en serio un nuevo punto de vista». Es un concepto muy cercano al de apertura a la experiencia. Lo contrario es la cerrazón mental, o ser de mente cerrada.
Según Wayne Riggs, la apertura mental surge de la conciencia de la inherente falibilidad de las propias creencias. Por ello los individuos de mente abierta están más dispuestos a escuchar puntos de vista alternativos, y a considerarlos seriamente.
Hay varias escalas para medir la apertura mental. Harding y Hare sostienen que las escuelas deberían poner más énfasis en la apertura mental que en el relativismo durante la enseñanza de las ciencias, porque la comunidad científica no abraza una manera relativista de pensar.
Entre otras cosas, la actitud crítica implica un punto de vista abierto respecto a las propias creencias.
La apertura mental se considera generalmente un rasgo de personalidad importante para participar eficazmente en equipos de gestión y otros grupos. Cuando se forman grupos, normalmente se anima a ser de mente abierta, dentro de culturas diferentes y entornos nuevos. 

Cubo de Neckerːnuestro cerebro nos hace ver que la cara del cubo que en el dibujo está arriba a la derecha es la que está delante, o bien que es la que se encuentra detrás, pero no nos deja considerar ambas posibilidades a la vez, sino que alterna entre una y otra.

Según David DiSalvo, la cerrazón mental, o rechazo a las ideas nuevas, puede resultar de la aversión natural del cerebro para ambigüedad. De acuerdo con esta opinión, el cerebro, en su funcionamiento, tiene una relación de "búsqueda y destrucción" con la ambigüedad, y la evidencia contraria a las creencias de su poseedor tiende a hacerle sentir incómodo por introducir esta ambigüedad. La investigación confirma que las personas de mente cerrada toleran menos la incongruencia cognitiva.
Algunas actitudes contrarias a la apertura mental son la obstinación, la obcecación, la terquedad, la tozudez o el fundamentalismo.

## Para saber más
- Dentro de una mente abierta Mather Jr., F. J. (1919). The Unpopular Review, Vol. XII, Núm. 23.

- Datos: Q7095708